# Amateurfunk-Gateway
Ein Amateurfunk-Gateway ist ein Schnittstellenumsetzer, der ein Amateurfunkgerät mit einem Rechnernetzwerk verbindet.
Üblicherweise besteht er aus einem Miniaturrechner, der aus Hardware und Software besteht. Dabei muss die Software die genutzten Kommunikationsprotokolle (amateurfunkgerätseitig und rechnernetzwerkseitig) unterstützen.

## Genutzte Kommunikationsprotokolle
Es werden unter anderem die Kommunikationsprotokolle APCO 25 (Motorola), C4FM (Yaesu), DMR (Japan Amateur Radio League), D-STAR (Icom), NXDN (Kenwood) und XLX-Multiprotokoll genutzt.
Das Kommunikationsprotokoll DMR (Digital-Mobile-Radio) funktioniert im Amateurfunk mit vier Funknetzen: Brandmeister-Netz, DMR-Marc-Net, DMR-Plus mit IPSC2-Servern und Phoenix-Net.
Das Kommunikationsprotokoll C4FM wird in den drei Funknetzen FCS-Server, Wires-X (Yaesu-Netz) und YSF-Server genutzt.

## OpenSpot
Der Hersteller SharkRF brachte 2016 das Amateurfunk-Gateway-Modem OpenSpot 1 auf den Markt. Dieses Modem wird mit einem Patchkabel an einen Router angeschlossen. Dessen Nachfolgemodell OpenSpot 2 verbindet sich per WLAN mit einem WLAN-Router.

## PI-Star-Amateurradio-Modem
Das PI-Star-Amateurradio-Modem besteht aus einem Raspberry Pi, einem Multi-Mode-Digital-Voice-Modem (MMDVM) und der dazu gehörigen Software. Das MMDVM wird mit dem GPIO-Port des Raspberry Pi verbunden. Das MMDVM verbindet sich per LAN oder WLAN mit dem Internet.